# Каппели
Каппели (фин. Ravintola Kappeli или Esplanadikappeli, Kappeli в переводе с фин. — «часовня») — ресторан в восточной части парка Эспланади в Хельсинки, открывшийся в 1867 году. Ресторан был известен как прибежище поэтов, писателей и художников, особенно в конце 19 — начале 20 веков. В августе 2020 года здание было передано из ведения города Хельсинки в собственность компании HOK-Elannon, которая в настоящее время также управляет рестораном.

## История
История ресторана началась с деревянного киоска с выпечкой и лимонадом, построенного кондитером Юханом Даниэлем Йернгреном в 1840 году на Эспланаде. По внешнему виду ларёк напоминал церковное здание (капеллу или или часовню), поэтому его и стали называть Kappeli в переводе с фин. — «часовня». Еще до павильона Йернгрена на этом месте стоял ларёк мальчика-пастушка, который продавал молоко. Прозвище «Часовня», возможно, появилось уже в то время, потому что пастырь (пастор) — это пастух по-латыни, и ларёк, в котором сидел пастух-«пастор», мог получить такое название. После того как построенный Йернгреном ларёк со временем обветшал, на его месте был построен унаследовавший старое прозвище новый ресторан по проекту архитектора Хампуса Дальстрёма, который открылся 4 июня 1867 года.  
В период 1877–1879 годов художники взамен на полученное от ресторатора Онни Веттергофа право воскресного завтрака в зимнее время украсили стены ресторана своими работами. Альберт Эдельфельт нарисовал изображение Гамбринуса, известного как изобретателя пива, на круглом настенном медальоне кухни ресторана, а Оскар Кляйне нарисовал на стене кухни изображение улицы Руана. В баре ресторана висит картина Ялмара Мюнстерхьельма «Морской пейзаж», а большая панорама Хельсинки на стене подвала часовни приписывается художнику-декоратору Хенрику Эрланду Салонену.
Место стало настолько популярным, что в 1880–1881 годах ресторан был расширен по проекту архитектора Константина Киселёва путём пристройки деревянных павильонов, соединенных верандой.  

### Период расцвета
В 1883 году арендатором ресторана стал ресторатор литовского происхождения Йозеф Волонтис, который управлял рестораном до 1904 года. Волонтис установил в Каппели охладитель, и летом в ресторане всегда было холодное пиво. В 1887 году перед рестораном была возведена музыкальная эстрада в форме ракушки, на которой более 20 лет выступал военный оркестр под управлением дирижера Алексея Апостола. Во времена Волонтиса временные деревянные павильоны ресторана, построенные в 1867 и 1881 годах, были заменены металлическими и стеклянными конструкциями, построенными в 1891 году по проекту архитектора Бруно Ф. Гранхольма. Тогда же кухня и складские помещения ресторана были перенесены в устроенное в скале подвальное помещение, где они действовали до 1931 года. В конце 19 века ресторан «Каппели» стал излюбленным местом творческих людей: посетителями ресторана были поэт Эйно Лейно, писатель Юхани Ахо, художник Аксели Галлен-Каллела и композиторы Ян Сибелиус и Оскар Мериканто. 
В 1890 году в выборгском городском парке-эспланаде был построен деревянный ресторан «Эспланад-павильон», близкий по композиции к ресторану Каппели.

### В XX-XXI веках
Ресторан «Каппели» был переоборудован в летний ресторан в 1916 году и больше не работал зимой. Однако при рестораторе Лундбоме были отремонтированы музыкальная сцена и кухня, благодаря чему ресторан стал известен своей хорошей едой. Однако с годами здание ресторана пришло в упадок из-за влажности и холода, поскольку зимой ресторан закрывался. В 1939 году фасад ресторана со стороны улицы Южная Эспланада был расширен как с восточной, так и с западной стороны, и в то же время была построена нынешняя эстрада, спроектированная архитектором Вальтером Юнгом. В том же году конкурс на фонтанные скульптуры ресторана выиграл скульптор Виктор Янссон. Кооператив «Эланто» стал арендатором ресторана в 1976 году, и после ремонта он снова стал функционировать круглогодично. В 1980-е годы «Каппели» был одним из немногих ресторанов Хельсинки, который работал до четырёх утра. В очередной раз ресторан был отремонтирован в 2011 году.  
В августе 2020 года компания HOK-Elannon выкупила ресторан за 20 миллионов евро. Зданию требуется капитальный ремонт, стоимость которого составляет несколько миллионов евро.
- Проект Дальстрёма (1865 год)
- Фото 2022 года
- «Каппели» зимой 2021 года
- Интерьер ресторана

## Примечание
1. 1 2 3 4 5 6 7 8 9  Kappeli (фин.). Raflaamo. Дата обращения: 16 сентября 2024. Архивировано 16 сентября 2024 года.
2. 1 2  HOK-Elanto osti Kappelin (25 августа 2020). Дата обращения: 25 августа 2020. Архивировано 21 сентября 2020 года.
3. ↑  Helsingin kaupungnmuseo : Esplanadin Kappeli; Eteläesplanadi 1; Helsinki (Finna). Дата обращения: 16 сентября 2024. Архивировано из оригинала 8 февраля 2022 года.